# Завод (Татарстан)
 Завод  — поселок в Альметьевском районе Татарстана. Входит в состав Новоникольского сельского поселения.

## География
Находится в юго-восточной части Татарстана на расстоянии приблизительно 11 км по прямой на север от районного центра города Альметьевск.

## История
Основан в 1920-х годах.

## Население
Постоянных жителей было: в 1926—156, в 1938 — 37, в 1949—148, в 1958 — 68, в 1970 — 33, в 1979—131, в 1989 — 16, в 2002 — 45 (татары 53 %, русские 45 %), 29 в 2010.